# Ismahil Akinade
Ismahil Akinade (sinh ngày 11 tháng 2 năm 1994) là một cầu thủ bóng đá chuyên nghiệp người Nigeria từng chơi ở vị trí tiền đạo cho Hồng Lĩnh Hà Tĩnh.

## Sự nghiệp

### Bray Wanderers
Akinade bắt đầu sự nghiệp của mình tại St Patrick's Athletic U-19 (ngồi trên băng ghế dự bị cho đội một và không được sử dụng) trước khi chuyển sang Bray Wanderers và giành được giải Cầu thủ trẻ của năm của câu lạc bộ mùa 2013. Akinade chia tay Bray vào cuối mùa giải 2014 sau khi anh đóng một vai trò rất lớn trong việc trụ hạng tại Premier Division.

### Bohemian
Giữa mùa giải 2015, Akinade đã ký hợp đồng với Bohemians, ra mắt trong chiến thắng 2-1 trước Dundalk vào ngày 6 tháng 6 và có được bàn thắng đầu tiên. Akinade được đề cử Cầu thủ trẻ xuất sắc nhất năm  sau khi ghi 10 bàn sau 18 trận trong mùa giải đầu tiên với câu lạc bộ. Vào tháng 10 năm 2015, anh đã đồng ý một bản hợp đồng mới. Akinade tiếp tục ghi 5 bàn sau 18 lần ra sân tại mùa giải 2016 nhưng chấn thương năm 2017 đã loại anh ra khỏi nửa đầu mùa giải. Khi trở lại, anh đã ghi những bàn thắng đáng nhớ trước kình địch Shamrock Rovers trong chiến thắng 2-1 tại Tallaght  và chiến thắng trước Dundalk tại Công viên Oriel.

### Waterford
Akinade rời Bohs để ký hợp đồng với Waterford cho mùa giải Premier League Ireland 2018. Akinade ra mắt trong chiến thắng 2-1 trước Derry City vào ngày 17 tháng 2 năm 2018. Anh rời khỏi câu lạc bộ theo thỏa thuận chung vào ngày 24 tháng 6 năm 2019.

### CLB bóng đá Thành phố Hồ Chí Minh
Vào ngày 28 tháng 6 năm 2019, CLB Thành phố Hồ Chí Minh tại V-league đã công bố ký hợp đồng với Akinade. Anh đã có trận ra mắt ghi bàn cùng ngày trong trận đấu với Viettel FC tại Cúp quốc gia Việt Nam. Anh ra đi vào cuối mùa với 5 bàn sau 11 trận.

### SHB Đà Nẵng
Vào tháng 11 năm 2019, Akinade đã ký hợp đồng một năm với CLB SHB Đà Nẵng.

## Thống kê sự nghiệp
Tính đến 24 tháng 2 năm 2020
| Đội bóng              | Mùa                 | Giải                               | Giải   | Giải      | Cúp quốc gia | Cúp quốc gia | Cúp giải đấu | Cúp giải đấu | Châu lục | Châu lục  | Khác   | Khác      | Tổng   | Tổng      |
| Đội bóng              | Mùa                 | Giải đấu                           | Ra sân | Bàn thắng | Ra sân       | Bàn thắng    | Ra sân       | Bàn thắng    | Ra sân   | Bàn thắng | Ra sân | Bàn thắng | Ra sân | Bàn thắng |
| --------------------- | ------------------- | ---------------------------------- | ------ | --------- | ------------ | ------------ | ------------ | ------------ | -------- | --------- | ------ | --------- | ------ | --------- |
| St Patrick's Athletic | 2012                | League of Ireland Premier Division | 0      | 0         | 0            | 0            | 0            | 0            | 0        | 0         | 0      | 0         | 0      | 0         |
| Bray Wanderers        | 2012                | League of Ireland Premier Division | 5      | 0         | 0            | 0            | 0            | 0            | —        | —         | 0      | 0         | 5      | 0         |
| Bray Wanderers        | 2013                | League of Ireland Premier Division | 31     | 6         | 2            | 0            | 1            | 1            | —        | —         | 4      | 3         | 38     | 10        |
| Bray Wanderers        | 2014                | League of Ireland Premier Division | 28     | 2         | 0            | 0            | 2            | 0            | —        | —         | 0      | 0         | 30     | 2         |
| Bray Wanderers        | Tổng cộng           | Tổng cộng                          | 63     | 8         | 2            | 0            | 3            | 1            | —        | —         | 4      | 3         | 73     | 12        |
| Bohemians             | 2015                | League of Ireland Premier Division | 19     | 10        | 1            | 0            | 0            | 0            | —        | —         | 1      | 0         | 21     | 10        |
| Bohemians             | 2016                | League of Ireland Premier Division | 18     | 5         | 1            | 0            | 1            | 0            | —        | —         | 2      | 2         | 22     | 7         |
| Bohemians             | 2017                | League of Ireland Premier Division | 15     | 4         | 1            | 0            | 0            | 0            | —        | —         | 0      | 0         | 16     | 4         |
| Bohemians             | Tổng cộng           | Tổng cộng                          | 52     | 19        | 3            | 0            | 1            | 0            | —        | —         | 3      | 2         | 59     | 21        |
| Waterford             | 2018                | League of Ireland Premier Division | 32     | 5         | 3            | 0            | 2            | 1            | —        | —         | 0      | 0         | 37     | 6         |
| Waterford             | 2019                | League of Ireland Premier Division | 17     | 3         | 0            | 0            | 2            | 0            | —        | —         | 0      | 0         | 19     | 3         |
| Waterford             | Tổng cộng           | Tổng cộng                          | 49     | 8         | 3            | 0            | 4            | 1            | —        | —         | 0      | 0         | 56     | 9         |
| Hồ Chí Minh City      | 2019                | V.League 1                         | 10     | 4         | 1            | 1            | —            | —            | —        | —         | —      | —         | 11     | 5         |
| Tổng cộng sự nghiệp   | Tổng cộng sự nghiệp | Tổng cộng sự nghiệp                | 174    | 39        | 9            | 1            | 8            | 2            | 0        | 0         | 7      | 5         | 199    | 47        |

1. ↑  Appearances in UEFA Europa League
2. 1 2 3 4 5 6  Appearances in Leinster Senior Cup
3. ↑  2 appearances in League of Ireland Promotion/Relegation Playoff, 2 appearances & 3 goals in Leinster Senior Cup
4. 1 2  Appearances in Munster Senior Cup

## Lạm dụng tình dục một bé gái 14 tuổi
Được biết vào tháng 10 năm 2014, Akinade và hai người khác đã nhận án treo vì lạm dụng tình dục năm 2010 đối với một bé gái 14 tuổi ở Kildare.

## Cuộc sống cá nhân
Anh là anh em họ của Fuad Sule, cũng là một cầu thủ bóng đá chuyên nghiệp.
Năm 2017, Akinade vắng mặt trong nửa mùa giải vì một căn bệnh, vào tháng 2 năm 2017, anh đã cắt bỏ lá lách và trở lại vào tháng 6 năm 2018.
Vào tháng 4 năm 2017, Akinade đã bị ban hành lệnh trục xuất. Đơn xin dừng trục xuất của anh đã bị từ chối tại Tòa án tối cao vào tháng 5 năm 2019. Anh trở lại Nigeria một cách tự nguyện vào tháng 6.

## Thành tích

### Câu lạc bộ
Bohemian
- Lenister Senior Cup: 2015-16

#### Thành phố Hồ Chí Minh
- Á quân V.League 1 2019